# Sovjetunionen i olympiska vinterspelen 1976
Sovjetunionen deltog i de olympiska vinterspelen 1976 i Innsbruck. Totalt vann de tretton guldmedaljer, sex silvermedaljer och åtta bronsmedaljer.

## Medaljer

### Guld
- Hastighetsåkning på skridskor
  - 500 m herrar: Jevgenij Kulikov
  - 1 000 m damer: Tatjana Averina
  - 1 500 m damer: Galina Stepanskaja
  - 3 000 m damer: Tatjana Averina
- Ishockey
  - Herrar: Sovjetunionens herrlandslag i ishockey
- Konståkning
  - Par: Irina Rodnina, Aleksandr Zajtsev
  - Isdans: Ljudmila Pakhomova, Aleksandr Gortjkov
- Längdskidåkning
  - 15 km herrar: Nikolaj Bazjukov
  - 30 km herrar: Sergej Saveljev
  - 10 km damer: Raisa Smetanina
  - 4x5 km stafett damer: Nina Balditjova, Galina Kulakova, Zinaida Amosova, Raisa Smetanina
- Skidskytte
  - 20 km herrar: Nikolaj Kruglov
  - Stafett herrar: Aleksandr Jelizarov, Ivan Bjakov, Nikolaj Kruglov, Aleksandr Tichonov

### Silver
- Hastighetsåkning på skridskor
  - 500 m herrar: Valerij Muratov
  - 1 500 m herrar: Jurij Kondakov
- Konståkning
  - Herrar: Vladimir Kovalev
  - Isdans: Irina Moisejeva, Andrej Minenkov
- Längdskidåkning
  - 15 km herrar: Jevgenij Beljajev
  - 5 km damer: Raisa Smetanina

### Brons
- Hastighetsåkning på skridskor
  - 1 000 m herrar: Valerij Muratov
  - 500 m damer: Tatjana Averina
  - 1 500 m damer: Tatjana Averina
- Längdskidåkning
  - 30 km herrar: Ivan Garanin
  - 4x10 km stafett: Jevgenij Beljajev, Nikolaj Bazjukov, Sergej Saveljev, Ivan Garanin
  - 5 km damer: Nina Balditjova
  - 10 km damer: Galina Kulakova
- Skidskytte
  - 20 km herrar: Aleksandr Jelizarov